# マラハイ

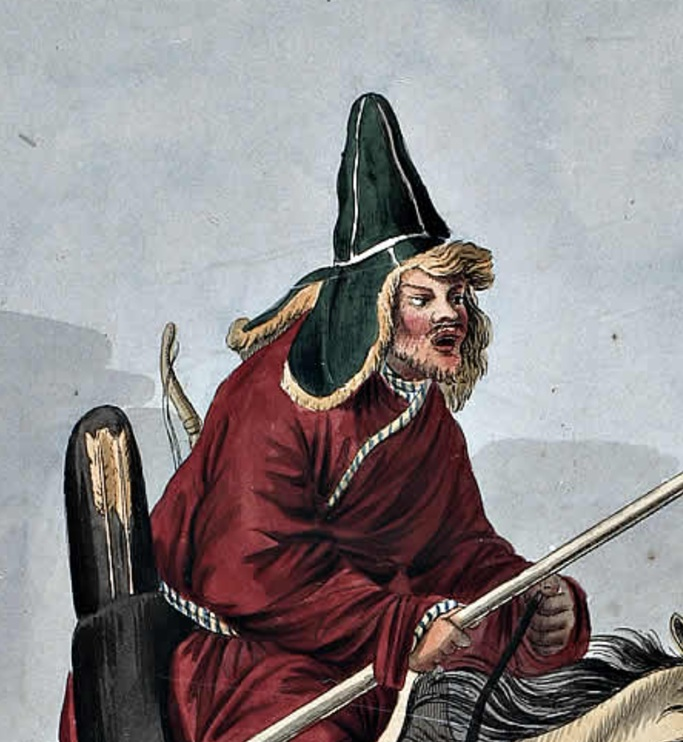
マラハイを着用したキルギスタン人。19世紀の絵の一部である。

マラハイ（露: Малаха́й、カザフ語: Малақай）は、カザフスタンで18世紀中頃から19世紀にかけて中央アジアの他の地域とロシア、特にシベリアに広がった伝統的な毛皮帽子である。
細長い円錐形、円筒形、またはまれに正方形のクラウンと4つのフラップがあり、通常は耳を覆う2つの長い側フラップ、後部首と肩を覆う広い後部フラップ、バイザーとして機能するフロントフラップで構成されています。本来の目的は寒さを備えた保温だが、戦闘で保護具の役割もした。ロシアの古儀式派では、宗教的な理由で信徒たちがマラハイを着用することを禁じた。